# East Gillespie
East Gillespie – wieś w Stanach Zjednoczonych, w stanie Illinois, w hrabstwie Macoupin.